# دست‌نویس‌های دیوان حافظ
در این صفحه فهرستی از نسخه‌های خطی آمده که شامل تمامی یا بخشی از دیوان یا غزل‌های حافظ شیرازی است.

## توضیحات
اطلاعات نسخه‌های خطی در این فهرست به ترتیبِ تاریخ کتابت، نام کاتب، محل نگهداری یا تعلق و تعداد غزل‌ها آمده‌است.

## نسخه‌های سدهٔ هشتم هجری
- ۷۹۱–۷۹۲؛ علاء مرندی؛ کتابخانهٔ بادلیان، دانشگاه آکسفورد، لندن؛ این مجموعهٔ گران‌سنگ در دل جُنگ شعری است به شناسهٔ (ms.e.d.clarke or.24)؛ ۴۹ + یک تک‌بیت.

## نسخه‌های سدهٔ نهم هجری
- ۸۰۱؛ غیاث ابرقوئی؛ کتابخانهٔ نورعثمانیه ترکیه؛ ۴۴۹.
- ۸۰۳؛ برهان‌بن غیاث کرمانی؛ کتابخانهٔ ابوریحان بیرونی، موسسه شرق‌شناسی تاشکند ازبکستان؛ ۱۵۶ صفحه.
- ۸۰۷؛ ابراهیم ابرقوهی؛ آکادمی علوم تاجیکستان؛ ۴۱.
- ۸۱۱؛ حسن‌بن نصرالله؛ کتابخانهٔ کوپرولو استانبول؛ ۳۶.
- ۸۱۳؛ حسن‌بن نصرالله؛ کتابخانهٔ سلیمانیه استانبول؛ ۴۵۵ (نسخهٔ معروف به ایاصوفیه).
- ۸۱۳–۸۱۴؛ محمد حلوائی و محمد الکاتب؛ موزهٔ بریتانیا (جُنگ جلال‌الدین اسکندر)؛ ۱۵۲.
- ۸۱۳؛ موزهٔ سالار جُنگ حیدرآباد هند؛ ۴۷.
- ۸۱۶؛ کتابخانهٔ ایاصوفیه استانبول؛ ۱۵۸.
- ۸۱۸؛ کتابخانهٔ آصفیه حیدرآباد هند؛ ۳۵۷.
- ۸۲۱؛ متعلق به دکتر اصغر مهدوی؛ ۴۰۹.
- ۸۲۲؛ جعفر الحافظ (جعفر بایسنقری)؛ موزهٔ طوپقاپوسرای استانبول؛ ۴۴۰.
- ۸۲۳؛ فرصت غریب؛ دانشگاه میشیگان آمریکا؛ ۴۵۸.
- ۸۲۴؛ محمد القاری؛ کتابخانهٔ سیدهاشم علی سبزپوش هند؛ ۴۳۴ (معروف به نسخهٔ گورکهپور).
- ۸۲۵؛ کتابخانهٔ نور عثمانیه ترکیه؛ ۴۸۷.
- ۸۲۷؛ متعلق به سیدعبدالرحیم خلخالی ایران؛ ۴۹۵.
- ۸۲۷؛ محمود شاه نقیب؛ دانشگاه کمبریج (مجموعهٔ ادوارد برون) انگلستان؛ ۱۹.
- ۸۱۷–۸۳۸؛ کتابخانهٔ مجلس شورای اسلامی (سفینهٔ سلطان ابوالفتح ابراهیم) ایران؛ ۴۶.
- ۸۳۴؛ کتابخانهٔ مجلس شورای اسلامی ایران؛ ۲۱۰.
- ۸۳۶؛ متعلق به دکتر اصغر مهدوی؛ ۲۵۴.
- ۸۳۹؛ کمال الکافی؛ کتابخانهٔ بادلیان انگلستان؛ ۳۹۸.
- ۸۴۳؛ اسماعیل الرزمی؛ کتابخانهٔ بادلیان انگلستان؛ ۴۸۰.
- ۸۴۹؛ متعلق به دکتر میرمحمد تقوی؛ ۳۴۹.
- ۸۵۳؛ کتابخانهٔ خصوصی مستر چستربیتی در لندن.
- ۸۵۴؛ یعقوب الکاتب؛ کتابخانهٔ مجلس شورای اسلامی ایران؛ ۴۲۲.
- ۸۵۵؛ سلیمان الفوشنجی؛ موزهٔ‌ بریتانیا انگلستان؛ ۴۰۶.
- ۸۵۷؛ علی‌اکبر اصفهانی؛ کتابخانهٔ ملی پاریس؛ ۴۱۹.
- ۸۵۸؛ کتابخانهٔ مجلس شورای اسلامی؛ ۴۶۷.
- ۸۵۹؛ محمد جامی؛ کتابخانهٔ ملی وین اتریش؛ ۴۱۴.
- ۸۵۹؛[۱] حسن غیاث جوهری؛ موزهٔ قونیهٔ ترکیه؛ ۴۳۶.
- ۸۶۲؛ محمود حمادی؛ متعلق به دکتر یحیی قریب؛ ۴۶۸.
- ۸۶۴؛ عبدالرحیم؛ متعلق به دکتر اصغر مهدوی؛ ۴۳۶.
- ۸۶۶؛ شیخ حسن؛ متعلق به اصغر مهدوی؛ ۵۰۸.
- ۸۷۴؛ کتابخانهٔ مرکزی دانشگاه تهران؛ ۴۹۶.
- ۸۷۵؛ فخرالدین احمد کاتب؛ کتابخانهٔ ملی پاریس؛ ۴۹۴.
- ۸۸۹؛ شیخ مرشد؛ کتابخانهٔ ملی پاریس؛ ۴۶۶.
- ۸۹۲؛ کتابخانهٔ توبینگن آلمان؛ ۵۵.
- ۸۹۳؛ علی‌اکبر فیروزی؛ کتابخانهٔ مجلس شورای اسلامی ایران؛ ۴۲۵.
- ۸۹۳؛ محمد منعم؛ متعلق به مسعود فرزاد؛ ۵۰۰.
- ۸۹۴؛ محمودبن حسن نیشابوری؛ کتابخانهٔ دانشگاه پنجاب پاکستان؛ ۴۹۴.
- ۸۹۸؛ درویش محمود نیشابوری؛ کتابخانهٔ مَلِک ایران؛ ۴۸۶.
- ۸۹۸؛ پیرحسین کاتب؛ کتابخانهٔ مجلس شورای اسلامی ایران؛ ۳۸۲.
- ۸۷۴؛ پیرحسین کاتب؛ کتابخانهٔ ملی تهران؛ ۴۹۳.
- ۸۹۴؛ کتابخانهٔ جامعهٔ لیدن هلند.
- نامشخص؛ کتابخانهٔ عزت قویون‌اوغلو ترکیه؛ ۳۶۱.
- نامشخص؛ کتابخانهٔ مجلس شورای اسلامی ایران؛ ۳۷۳.
- نامشخص؛ کتابخانهٔ مجلس شورای اسلامی ایران؛ ۴۷۷.
- نامشخص؛ کتابخانهٔ ملی ملک ایران؛ ۴۱۷.

## سدهٔ دهم هجری
- ۹۰۰؛ کتابخانهٔ ملی وین اتریش.
- ۹۰۵؛ سلطان‌علی مشهدی؛ متلعق به حاج سید نصرالله تقوی.
- ۹۱۷؛ منعم‌الدین اوحدی شیرازی؛ مدرسه سپهسالار تهران.
- ۹۲۶؛ کتابخانهٔ دانشگاه پرینستون، نیوجرسی، آمریکا.
- ۹۳۹؛ کتابخانهٔ اَلسِنهٔ شرقیهٔ پترزبورگ.
- ۹۴۲؛ کتابخانهٔ دولتی برلین.
- ۹۷۳؛ کتابخانهٔ جامعهٔ کمبریج.
- ۹۷۶؛ کتابخانهٔ ملی قاهره.
- ۹۸۴؛ محمدبن علاءالدین؛ کتابخانهٔ حاج حسین آقاملک تهران.
- نامشخص؛ حافظ منسوب به خط میرعماد، مجموعهٔ شخصی استاد ادیب برومند.

## هزارهٔ دوم هجری
- ۱۰۰۴؛ کتابخانهٔ دیوان هند در لندن.